# Cannondale-Drapac Pro Cycling Team/2016
Deze pagina geeft een overzicht van Cannondale-Drapac Pro Cycling Team wielerploeg in 2016.

## Transfers
| Inkomend        | Team 2015                          | Uitgaand            | Team 2016               |
| --------------- | ---------------------------------- | ------------------- | ----------------------- |
| Rigoberto Urán  | Etixx-Quick Step                   | Daniel Martin       | Etixx-Quick Step        |
| Matti Breschel  | Tinkoff-Saxo                       | Ryder Hesjedal      | Trek Factory Racing     |
| Simon Clarke    | Orica-GreenEdge                    | Nathan Haas         | Dimension Data          |
| Lawson Craddock | Team Giant-Alpecin                 | Matej Mohorič       | Lampre-Merida           |
| Wouter Wippert  | Drapac Professional Cycling        | Lasse Norman Hansen | Cult Energy Pro Cycling |
| Pierre Rolland  | Team Europcar                      | Janier Acevedo      | Jamis-Hagens Berman     |
| Toms Skujiņš    | Hincapie Racing Team               | Tom Danielson       | Onbekend                |
| Patrick Bevin   | Avanti Racing Team                 | Ted King            | Gestopt                 |
| Ryan Mullen     | An Post-Chainreaction & Stage      |                     |                         |
| Michael Woods   | Optum p/b Kelly Benefit Strategies |                     |                         |
| Phillip Gaimon  | Optum p/b Kelly Benefit Strategies |                     |                         |

## Renners
| Naam                 | Geboortedatum | Nationaliteit       | Ploeg 2015                         |
| -------------------- | ------------- | ------------------- | ---------------------------------- |
| Jack Bauer           | 07-04-1985    | Nieuw-Zeeland       |                                    |
| Alberto Bettiol      | 29-10-1993    | Italië              |                                    |
| Patrick Bevin        | 02-05-1991    | Nieuw-Zeeland       | Avanti Racing Team                 |
| Matti Breschel       | 31-08-1984    | Denemarken          | Tinkoff-Saxo                       |
| Nathan Brown         | 07-07-1991    | Verenigde Staten    |                                    |
| André Cardoso        | 03-09-1984    | Portugal            |                                    |
| Simon Clarke         | 18-07-1986    | Australië           | Orica-GreenEdge                    |
| Lawson Craddock      | 20-02-1992    | Verenigde Staten    | Team Giant-Alpecin                 |
| Joseph Dombrowski    | 12-05-1991    | Verenigde Staten    |                                    |
| Davide Formolo       | 25-10-1992    | Italië              |                                    |
| Phillip Gaimon       | 28-01-1986    | Verenigde Staten    | Optum p/b Kelly Benefit Strategies |
| Alex Howes           | 01-01-1988    | Verenigde Staten    |                                    |
| Benjamin King        | 22-03-1989    | Verenigde Staten    |                                    |
| Kristjan Koren       | 25-11-1986    | Slovenië            |                                    |
| Sebastian Langeveld  | 17-01-1985    | Nederland           |                                    |
| Alan Marangoni       | 06-07-1984    | Italië              |                                    |
| Moreno Moser         | 25-12-1990    | Italië              |                                    |
| Ryan Mullen          | 07-08-1994    | Ierland             | An Post-Chainreaction & Stage      |
| Ramūnas Navardauskas | 30-11-1988    | Litouwen            |                                    |
| Pierre Rolland       | 10-10-1986    | Frankrijk           | Team Europcar                      |
| Kristoffer Skjerping | 04-05-1993    | Noorwegen           |                                    |
| Toms Skujiņš         | 15-06-1991    | Letland             | Hincapie Racing Team               |
| Tom-Jelte Slagter    | 01-07-1989    | Nederland           |                                    |
| Andrew Talansky      | 23-11-1988    | Verenigde Staten    |                                    |
| Rigoberto Urán       | 26-01-1987    | Colombia            | Etixx-Quick Step                   |
| Dylan van Baarle     | 21-05-1992    | Nederland           |                                    |
| Davide Villella      | 27-06-1991    | Italië              |                                    |
| Wouter Wippert       | 14-08-1990    | Nederland           | Drapac Professional Cycling        |
| Michael Woods        | 12-10-1986    | Canada              | Optum p/b Kelly Benefit Strategies |
| Ruben Zepuntke       | 29-01-1993    | Duitsland           |                                    |
| Stagiairs            |               |                     |                                    |
| Jonathan Dibben      | 12-02-1994    | Verenigd Koninkrijk | Team Wiggins                       |

## Overwinningen
Ronde van de Haut-Var
1e etappe: Tom-Jelte Slagter
GP Industria & Artigianato-Larciano
Winnaar: Simon Clarke
Ronde van Californië
2e etappe: Benjamin King
5e etappe: Toms Skujiņš
Nationale kampioenschappen wielrennen
Nieuw-Zeeland - tijdrit: Patrick Bevin
Litouwen - wegrit: Ramūnas Navardauskas
Ronde van Polen
Puntenklassement: Alberto Bettiol
Ronde van Utah
6e etappe: Andrew Talansky
Ronde van Tsjechië
1e etappe: Cannondale-Drapac Pro Cycling Team (PTT)
Ronde van Groot-Brittannië
5e etappe: Jack Bauer
Japan Cup
Winnaar: Davide Villella
Mannen: 2005 · 2006 · 2007 · 2008 · 2009 · 2010 · 2011 · 2012 · 2013 · 2014 · 2015 · 2016 · 2017 · 2018 · 2019 · 2020 · 2021 · 2022 · 2023 · 2024 · 2025
Vrouwen: 2024 · 2025
AG2R-La Mondiale · Astana Pro Team · BMC Racing Team · Cannondale Pro Cycling Team · Dimension Data · Etixx-Quick Step · FDJ · Team Giant-Alpecin · IAM Cycling · Team Katjoesja · Lampre-Merida · Team LottoNL-Jumbo · Lotto Soudal · Movistar Team · Orica GreenEDGE · Team Sky · Tinkoff · Trek-Segafredo